# Karwno
Karwno [ˈkarvnɔ] (deutsch Karwen, früher Carwen, kaschubisch Karwno) ist ein Dorf in der polnischen Woiwodschaft Pommern und gehört zur Landgemeinde Czarna Dąbrówka (Schwarz Damerkow) im Powiat Bytowski  (Bütower Kreis).

## Geographische Lage
Das Dorf liegt in Hinterpommern, etwa 40 Kilometer südöstlich der früheren Kreisstadt Słupsk (Stolp) und 32 Kilometer nördlich der jetzigen Kreismetropole Bytów (Bütow) in einer Hügellandschaft und ist von Äckern, Wäldern und Seen umgeben. Das Ortsgebiet mit dem Kleinen und dem Großen See (poln. Jezioro Karwieńskie Dużo) reicht im Südwesten bis an die Łupawa (Lupow).

## Geschichte

Karwen, ostsüdöstlich von Stolp, nördlich von Bütow und südwestlich von Lauenburg in Pommern, auf einer Landkarte von 1910

Der historischen Dorfform nach ist Karwno ein Winkelzeilendorf. Im Jahre 1523 wird Jürgen pirchen tho karuen als Besitzer genannt. Der eine Teil des Gutes bestand aus zwei Rittersitzen, vier Bauern und zwei Kossäten und war ein altes Pirchsches Lehen. Der andere Teil mit dem Vorwerk Neuhof, dem Schmiedehof und dem Heidekrug kam an Hans von Wobeser. Kaspar Friedrich von Massow gelang es, beide Teile wieder in einer Hand zu vereinigen.
Um 1784 hatte Karwen zwei Vorwerke, acht Bauern, vier Kossäten, einen Schulmeister, eine Wassermühle an der Lupow, das Vorwerk Neuhof, die Kolonie Neu Karwen, den Schmiedehof und zwei Katen – bei insgesamt 44 Feuerstellen (Haushalten).
In der Folgezeit wechselten die Besitzer von Karwen sehr häufig. Um die Mitte des 19. Jahrhunderts befand sich das Gut im Besitz der Familie Gerhardt. 1884 und 1892 wird die Familie Henneberg als Besitzerin angegeben.
Am 1. April 1927 hatte der Gutsbezirk Karwen eine Flächengröße von 1347 Hektar, und am 16. Juni 1925 hatte der Gutsbezirk 205 Einwohner.  Am 30. September 1928 wurde der Gutsbezirks Karwen in die Landgemeinde Karwen eingegliedert. Letzter Besitzer des Guts war von 1938 bis 1945 Werner Gast. Zu der Zeit hatte das Rittergut eine Betriebsfläche von 507 Hektar, davon alleine 461 Hektar Ackerland.
Anfang der 1930er Jahre hatte die Landgemeinde Karwen seine Flächengröße von 22,5 km². Innerhalb der Gemeindegrenzen standen zusammen 78 bewohnte Wohnhäuser an fünf verschiedenen Wohnstätten:
1. Augustfelde
2. Fließhof I
3. Fließhof II
4. Karwen
5. Neu Karwen

Um 1935 hatte Karwen unter anderem einen Gasthof, eine Filiale der Ländlichen Spar- und Darlehnskasse,  eine Spiritusbrennerei, einen Gemischtwarenladen, eine Schmiede, zwei Schuhmachereien und eine Stellmacherei
Im Jahr 1945 war Karwen eine Landgemeinde im Landkreis Stolp in der preußischen Provinz Pommern.
Gegen Ende des Zweiten Weltkriegs floh ein Großteil der Dorfbewohner am 8. März 1945 vor den herannahenden Roten Armee in einem Treck. Der Treck zog über Neu Karwen, Eichenfelde, Groß Massow, Lauenburg in Pommern und Goddentow nach Lanz, wo er jedoch den Rotarmisten in die Hände fiel. Die Dorfbewohner mussten zurückkehren, nur wenigen gelang die Flucht per Schiff. Karwen selbst wurde am 9. März 1945 von sowjetischen Truppen besetzt. Anschließend wurde der Ort zusammen mit ganz Hinterpommern von der Sowjetunion der Volksrepublik Polen zur Verwaltung überlassen. Im August 1946 zog die Rote Armee ab, während gleichzeitig Polen in das Dorf eindrangen, es besetzten und die Häuser und Gehöfte übernahmen. Der Ortsname Karwen wurde zu Karwno polonisiert.  Am 30. August 1946 wurden in einer groß angelegten Aktion etwa 100 Dorfbewohner vertrieben, 1947 die übrigen.
Später wurden in der Bundesrepublik Deutschland 317 und in der DDR 154 Dorfbewohner aus Karwen ermittelt.
Heute gehört der Ort zur Gmina Czarna Dąbrówka, im Powiat Bytowski in der Woiwodschaft Pommern (1975 bis 1998 Woiwodschaft Słupsk) zugeordnet wurde. Hier sind jetzt etwa 300 Einwohner registriert.

## Einwohnerzahlen
- 1820: ca. 175, ohne Vorwerks- und Mühlenbewohner[11]
- 1852: 556[12]
- 1910: 578
- 1933: 562
- 1939: 532
- 2010: 270

## Kirche

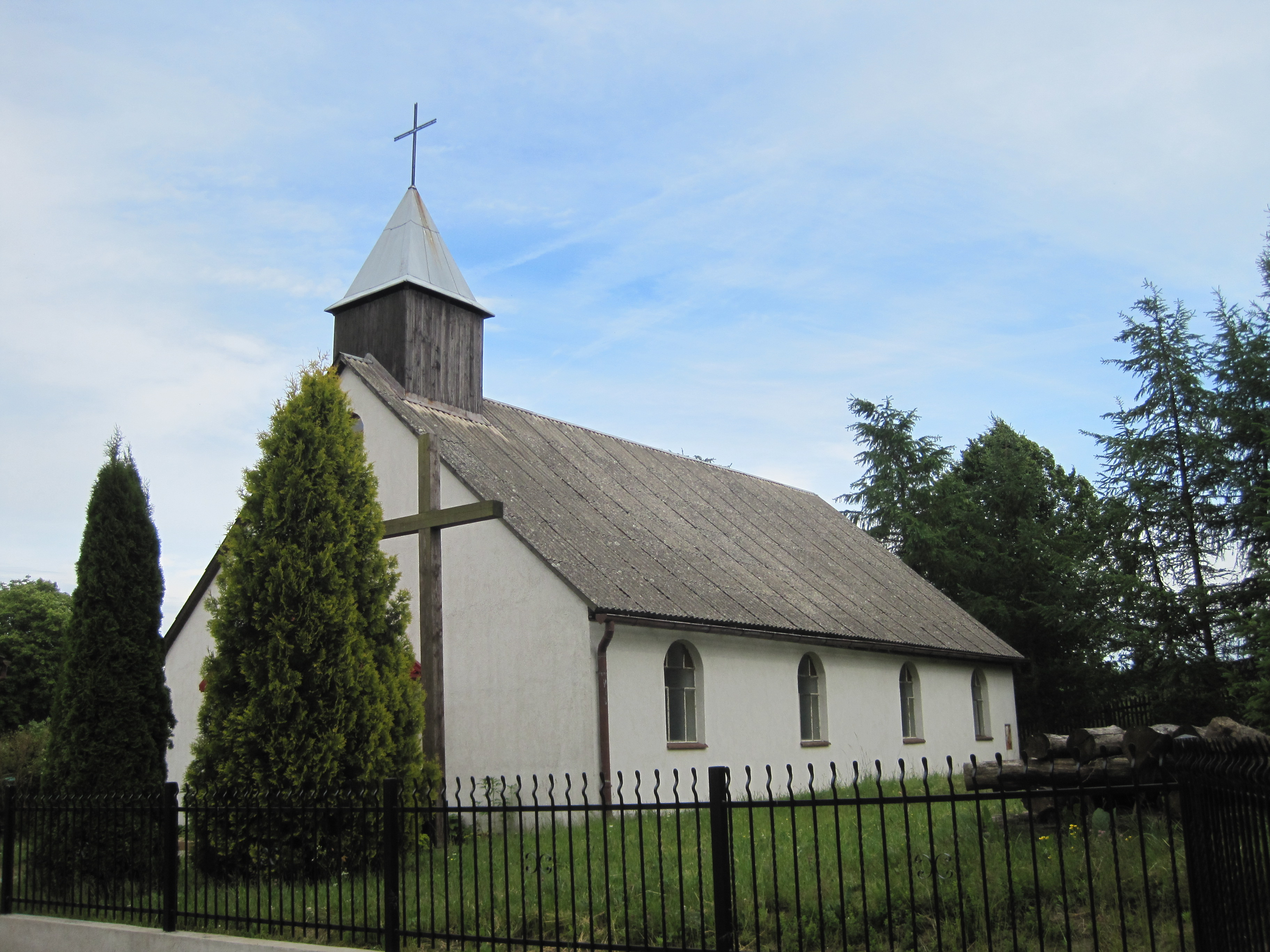
Kirche (2012)

### Kirchspiel bis 1945
Bis 1945 gehörte das überwiegend evangelische Karwen zum Kirchspiel Mickrow  im Kirchenkreis Stolp-Altstadt im Ostsprengel der Kirchenprovinz Pommern der Kirche der Altpreußischen Union.
Das katholische Kirchspiel war in Stolp.

### Kirchspiel seit 1946
Die seit 1945 und Vertreibung der Einheimischen hier lebenden Polen sind überwiegend katholischer Konfession. Im Dorf wurde eine Kirche neu errichtet, die nach der Mutter Gottes von der immerwährenden Hilfe (Kościół Matki Boskiej Nieustającej Pomocy) benannt wurde. Sie ist Filialkirche in der Pfarrei Czarna Dąbrówka (Schwarz Damerkow) im Dekanat Łupawa (Lupow) im Bistum Pelplin der Katholischen Kirche in Polen.
Die wenigen hier lebenden evangelische Kirchenglieder gehören zur Kreuzkirchengemeinde in Słupsk in der Diözese Pommern-Großpolen der Evangelisch-Augsburgischen Kirche in Polen.

## Schule
Bereits um 1784 gab es in Karwen einen Schulmeister. In der im Jahre 1932 dreistufigen Volksschule unterrichteten zwei Lehrer in drei Klassen 101 Schulkinder.
Bis 1881 besuchte die Karwener Volksschule der spätere Glasmacher und Glashüttenmeister Germanus Theiß (1867–1945).

## Verkehr
Eine schmale Landstraße verbindet das Dorf mit der Woiwodschaftsstraße 211 bei Podkomorzyce (Niemietzke). Bis 1945 bestand Bahnanschluss über die sechs Kilometer entfernte Station Schwarz Damerkow an der nach dem Krieg stillgelegten und weitgehend demontierten Bahnstrecke Lauenburg–Bütow (Lębork–Bytów).

## Glashütte Karwen
Von 1845 bis 1887 hatte Karwen eine Glashütte. Sie befand sich unmittelbar an der Lupow östlich der Niemietzker Mühle. Besitzer der Glashütte waren die jeweiligen Besitzer des Gutes Karwen, die sie aber immer an Fachleute verpachteten. Der erste Pächter war die Firma Scheffler & Cohn, der zweite die Firma Denke & Piwonke. Es waren zwei Öfen in Betrieb, die jährlich etwa 3600 Raummeter Holz verbrauchten.
Hergestellt wurden zuerst Bierflaschen, dann aber auch, wegen der Güte des an der Lupow vorhandenen Sandes, Tafelglas und Hohlglas. Neben der Glashütte befand sich eine Hohlglasschleiferei, deren Produkte ebenfalls glänzenden Absatz fanden.
In der Karwener Glashütte arbeiteten sieben Glasbläser (ohne Schmelzer, Arbeitsleute usw.), die aus Böhmen stammten. Sie waren meistens Katholiken und lebten im Ort in gewisser Zurückgezogenheit. Ihre Kinder besuchten die Schule in Karwen, ein Geistlicher aus dem westpreußischen Gowidlino hielt Heilige Messen in der Glashütte.
Aus wirtschaftlichen Gründen konnte der Betrieb 1887 nicht mehr aufrechterhalten werden. Die Karwener Glashütte und auch die Tochterhütte in Kosemühl (Kozin) mussten geschlossen werden.